# Pennoù Skoulm
Pennoù Skoulm es un grupo de música tradicional bretona, música celta y folk, formado en Carhaix, Bretaña francesa, en 1982. Se disolvió en 1994 pero en el año 2008 sus miembros volvieron a unirse y continúa activo en la actualidad.

## Historia
Pennoù Skoulm es el grupo resultante de la fusión de los componentes de Gwerz, Soïg Siberil, Jacky Molard y Patrick Molard; y los músicos de Kornog, Christian Lemaître y Jean-Michel Veillon. Otros componentes del grupo han sido Gilles Le Bigot (en sustitución de Soïg Siberil), los acordeonistas Alain Pennec, Étienne Grandjean y Frederick Lambierge; los violinistas Patrick Quéré Fañch Landreau y Pierre Stéphan Hervé Guillo y los guitarristas Yvon Riou y Jamie Mc Menemy.
Participaron en su primer Fest-noz el 26 de septiembre de 1982, en Berhet (Trégor); en 1984 actuaron en el Festival de Ortigueira y en1989 publicaron su primer disco, Fest Noz.
En 1994 la banda se disuelve pero se vuelve a reunir en el año 2008, en el que realizan un concierto en París con el violinista Didier Lockwood y emprenden una gira en Gran Bretaña.
Publican su segundo disco en 2009, Trinkañ, en el que incluyen adaptaciones de canciones tradicionales, suites y polkas. Entre los años 2010 y 2015 actúan en el Festival Celta de Chicago, en el Festival Intercéltico de Avilés, en el Festival Intercéltico de Lorient y en el Celtic Connections de Glasgow.

## Discografía
- Fest-noz (Escalibur Coop Breizh, 1990)
- Trinkañ (Innacor 9 Ton Todo Produksion, 2009)